# Qualcuno da amare (film 1987)
Qualcuno da amare è un film del 1987 diretto da Henry Jaglom.
È stato presentato nella sezione Un Certain Regard al 40º Festival di Cannes.